# Theo Hinz
Theo Hinz (* 13. August 1931 in Julienhof-Tretenwalde, Landkreis Rummelsburg i. Pom., Hinterpommern; † 4. März 2018 in München) war ein deutscher Filmproduzent und Filmverleiher.

## Leben
Nach dem Besuch der Oberrealschule in Stettin, der Flucht aus Pommern in die britische Besatzungszone, einer Lehre als Schaufensterdekorateur, einer Ausbildung an der Werbefachschule Hamburg und einer Beschäftigung bei der niederländischen Fluggesellschaft KLM war er von 1953 bis 1976 beim deutschen Filmverleih Constantin Film als Abteilungsleiter für Werbung und Öffentlichkeitsarbeit beschäftigt. Er half im Jahr 1956 dem Filmhändler Leo Kirch bei dessen ersten Geschäftsabschluss in Deutschland. Constantin Film nahm Federico Fellinis La Strada mit Hinz’ Unterstützung in Deutschland in den Kinovertrieb.
Nachdem Rudolf Augstein 1977 die Mehrheitsanteile des Filmverlags der Autoren übernommen hatte, fungierte er dort bis 1982 gemeinsam mit Matthias Ginsberg als Geschäftsführer. In dieser Zeit produzierte er unter anderem den Gemeinschaftsfilm Deutschland im Herbst (Regie unter anderem Alf Brustellin, Rainer Werner Fassbinder, Alexander Kluge, Edgar Reitz, Volker Schlöndorff, Bernhard Sinkel), in dem die Filmemacher sich mit der gesellschaftlichen Situation im vom RAF-Terrorismus und der staatlichen Reaktion geprägten Herbst 1977 auseinandersetzen.
1983 gründete er Futura Film, eine Verleihfirma, die zuerst Alexander Kluges Episodenfilm Die Macht der Gefühle in die Kinos brachte. Futura Film übernahm 1986 die Anteile von Augstein am Filmverlag der Autoren. Hinz führte das Unternehmen, bis es 1996 von der Kinowelt AG (heute: studiocanal) übernommen wurde. Zuletzt war er als Rechtehändler mit der Max Film aktiv.
Während seiner beruflichen Karriere war er über lange Zeit ehrenamtlich in Gremien der Filmförderungsanstalt (Werbekommission) und in Branchenverbänden, wie dem Verband der Filmverleiher (Vorstand) und der Verwertungsgesellschaft für Nutzungsrechte an Filmwerken (vgf), tätig. 2002 erhielt er das Bundesverdienstkreuz. Er lebte seit 1956 in München und hatte zwei Söhne. 

## Filmografie
- 1978: Deutschland im Herbst (Gemeinschaftsfilm) (Produzent)
- 1980: Der Kandidat (Gemeinschaftsfilm) (Produzent)
- 1987: Felix (Gemeinschaftsfilm) (Produzent)
- 1988: Die Venusfalle (Produzent)
- 1988: Der Kuß des Tigers (Produzent)
- 1989: Vatanyolu – Die Heimreise (Ko-Produzent)
- 1991: A Demon in My View (ausführender Produzent)
- 1993: Ich will nicht nur, daß ihr mich liebt – Der Filmemacher Rainer Werner Fassbinder (Dokumentarfilm) (Produzent)